# Roja
|  | Per a altres significats, vegeu «roja (desambiguació)». |

La roja (Rubia tinctorum L.) és una planta silvestre d'un metre d'alçada de la família de les Rubiàcies (Rubiaceae). Floreix de juny a agost i fa flors grogues i vistoses. És cultivada per a aprofitar-ne la rel rogenca en l'elaboració de tints.
El nom científic Rubia tinctorum L. prové de: rubia (parent amb el llatí rubor, vermellor) referent al rizoma rogenc de la planta, i tinctorum (del llatí tinctor, tintorer). Tot i així, hi ha un seguit de sinonímia popular catalana que donen nom a la planta: rúbia, rogeta, rèvola, herba dels tintorers, herba apegalosa.
La roja és originària de les regions mediterrànies, concretament de la zona sud-oest d'Europa i Àsia Menor on creix de forma silvestre. Es cultiva a Itàlia, França, Regne Unit, Alacant, Castelló, Illes Balears i Catalunya, especialment a Barcelona i Lleida. Creix bé en zones muntanyoses i amb un clima humit, al nord de la península Ibèrica. Fora de la zona originària va «escapar» de les zones de conreu i creix de manera subespontània.

## Descripció
És una herba perenne, d'uns 0.5-1 metres d'alçada. És un faneròfit, planta normalment llenyosa amb les gemmes perdurants, situades sempre per damunt d'uns 40 cm d'alçària.
Quant a òrgans vegetatius, mostra una rel rizomatosa, de color rogenc. La seva tija, d'uns 0.5-2.5 m, és anual, ramificada i de secció tetràgona. En molts casos podem trobar presència d'agullons. Mostra una textura i disposició de les fulles de quatre a sis verticils, sèssils o curtament peciolats, amb un pecíol petit d'1-2 mm. Les fulles són lanceolades, linear-oblongues, herbàcies o subcoriàcies presentant una unninervació generalment. Quant a la pilositat direm que són glabres o glabrescents per la base, amb un eix pilós en el nervi mitjà de la meitat proximal.
La seva repartició de sexes és hermafrodita, amb una inflorescència parcialment racemosa, paniculoide i poc piramidal. El periant mostra un calze gamosèpal de color verd i corol·la pentàmera dialipètala de color groc. Quant a la simetria és zigomorfa rotàcia.
L'androceu és complex; té 5 estams, inclusos, monadelfs, formats per un filament i una antera (0.5-1mm) groga. Aquesta última consta de dues teques. El gineceu, en canvi, és més simple, format per un estil dividit quasi des de la base, en dues branques subiguals. L'estigma és d'un color verd-negre. Conté unes flors epígenes, un ovari bicarpel·lar cenocàrpic i ínfer, característic de la seva família.
Finalment, els fruits són simples, indehiscents i carnosos, en forma de baia.

## Principals components químics
Els constituents més importants de la roja són els glucòsids di- i trihidroxianraquinona, en particular el 1,2-dihidroxianraquinona (alitzarina). L'àcid ruberítric groc-llimoner cristal·litzant és un primerosi (glucòsid del disacàrid primaverosi, alitzarina-2-O-β-primerosi) i, per tant, precursor del tint alitzarina. El contingut de tints de l'arrel ateny aproximadament un 5 a 7% de la matèria seca. Les principals substàncies colorants són: heteròsids d'hidroxiantraquinones (1,5%), àcid ruberítric, rubiadina-primaveròsid, rubiadina-glicòsid, purpurina. A més conté petites quantitats d'àcid rubiclòric, àcid cítric i altres àcids vegetals, tanins, pectina, fins a un 15% de sucres, proteïnes i una mica d'oli gras.

## Accions farmacològiques i usos medicinals
L'ús medical es desaconsella a causa dels efectes genotòxics dels productes de biotransformació de la lucidina i la rubiadina.
Des de l'antiguitat fins a la primera meitat del segle xx s'ha fet servir contra les afeccions renals i de les vies urinàries i per a la dissolució de càlculs renals i urinaris. Antigament, la part de la planta d'ús medicinal era l'arrel i ocasionalment les fulles. Es feia una pols a partir d'arrels assecades. S'utilitza per a: oligúria, litiasi renal, cistitis, uretritis, hiperuricèmia, edema, urolitiasi, hiperazotèmia, gota, hipertensió arterial, discinèsies biliars, icterícia, etc. Les fulles s'usen per a la hipertensió arterial. Se n'apreciaven les qualitats com a:
- Colagog, útil en les afeccions hepàtiques.
- Laxant, astringent i un tònic suau: afavoreix l'evacuació intestinal.
- Efectes emmenagogs (facilita la menstruació i calma els dolors) i abortius.
- Diürètic: es recomana en tota mena d'afeccions renals (càlculs, còlics, infeccions) i també per a la cistitis.
- Colerètic: útil en els trastorns de la vesícula biliar.
- Desinfectant, antisèptic.
- Antiespasmòdic i sedant.
- Antiinflamatori
- S'utilitzaven les flors en infusió com antidiarreic; i popular afrodisíac.

L'administració de la roja pot causar una alarma injustificada, ja que l'orina, mucositats, suor o llet es tenyeixen de vermell. Això és degut al fet que posseeix alitzarina, un dels pigments més potents del color vermell.

## Toxicitat
La lucidina i la rubiadina, resultat de la hidròlisi del lucidín-primaveròsid, són altament citotòxiques i genotòxiques. S'ha de tenir precaució en el seu ús com antidiürètic en presència d'hipertensió, cardiopaties o insuficiència renal, ja que pot suposar una aportació incontrolada de líquids i la possibilitat que es produeixi una descompensació tensional. També s'ha de tenir en compte el contingut alcohòlic de l'extracte fluid i de la tintura.

## Cultiu i recol·lecció
Aquesta planta es cultiva en terrenys humits, profundament llaurats i adobats a la tardor. Es recullen les llavors al mes d'agost i setembre i se sembra al març. Es deixen créixer les arrels durant 18 mesos, i passat aquest temps s'arrenquen al setembre. Després les arrels, immediatament, es posen a assecar a l'ombra. Un cop seques es molen i es redueixen a pols en un molí. Un camp de rúbia dura deu anys i en tot aquest temps només es llaura un cop a l'any.

## Història i altres usos
La primera aparició coneguda dels colorants es va produir a l'antic Egipte. En aquells temps la majoria dels pigments autèntics eren inorgànics. Tot i així, ja s'ha demostrat l'ús de vermell d'alitzarina, extret de la rúbia, en peces de roba datades de 2500 aC. També en els tractaments cosmètics van utilitzar un pigment rosat lacat obtingut a partir de les molècules de colorant d'alitzarina, purpurina o pseudopurpura. Durant segles, aquest vermell lluminós, també conegut com a roig turc o rubia tinctorum, va ser l'únic colorant vermell resistent a la llum. Un costós i complicat procés d'assecatge es va utilitzar en totes les regions d'Orient Pròxim per a la coloració del cotó.
A Catalunya el seu ús fou estudiat i promocionat per Joan Pau Canals i Martí a mitjan segle XVIII.